# 季布
季布（前220年—？），秦末楚地下相（今江蘇省宿遷市宿城區）人，曾效力於項羽，並於多次戰役中嶄露頭角，擊敗劉邦軍隊。項羽敗亡後，被漢高祖劉邦懸賞緝拿。後在夏侯嬰說情下，劉邦饒赦了他，並拜他為郎中。惠帝時，官至中郎將。文帝时，任河东郡守。

## 生平

### 项羽时期
季布與項羽同鄉，早年就以行俠仗義而聞名於楚地區。曾被項羽委任為統兵之將，表現出色，多次使劉邦軍團陷入巨大的困境。在項羽兵敗自刎後，劉邦下令懸賞千金舉國範圍之內搜捕季布，並且通告如果有幫助藏匿者，連罪三族。

### 躲避追捕
起初，季布躲藏在濮陽的周氏處，情況緊急，周氏不得不向季布策劃道：“漢朝急急懸賞將軍，已經追蹤到臣家裡，將軍能夠聽信臣的話，臣就敢獻計；如果不能，臣願意先自刎在將軍面前。”於是季布就聽從了周氏的計策，周氏以轉讓勞工的名義方式，總共數十人全部送到魯國地區著名遊俠朱家那裡。
朱家明白這是季布，所以就全都接收下來安置於自己的農莊中。並且告誡其子：“田裡的工作都順著這個奴才的想法，給他喫的飯要跟你喫的一樣。”之後朱家便去往了洛陽登門拜訪汝陰侯滕公夏侯嬰。夏侯嬰熱情接待了朱家，歡飲數日之後，朱家因而詢問道：“季布犯了甚麼大罪，陛下抓他抓得那麼急？”夏侯嬰回答說：「季布好幾次幫項羽圍困陛下，陛下很恨他，所以一定要抓到他。」朱家接著追問：「您覺得季布是甚麼樣的人？」夏侯嬰說道：「賢能的人。」由此朱家向夏侯嬰分析道：「大家是各為其主，季布為項籍所用，是職責所在啊。項氏的臣子殺得完麼？現在陛下剛剛得到天下，獨以自己之私怨追殺一人，這表示出漢朝天下是多麼狹隘啊！且以季布的賢能，而漢朝抓得那麼急，他不北邊投靠胡人，就是南逃到百越罷了。妒忌壯士來資助敵國，這就是伍子胥把楚平王鞭屍的理由了！您怎麼不好好地跟陛下說一下呢！」夏侯嬰聽取了朱家的建議，并以此成功地說服了劉邦將季布予以赦免。當時，眾人物都在議論、讚歎季布能以如此摧剛為柔，終然獲釋。朱家從此亦更加名重當世。

### 惠帝时期
惠帝時期，季布被封為中郎將。匈奴的冒頓單于曾向呂后致信求歡，出言不遜，其時大權在握的呂后看罷大怒，召集眾將領展開緊急軍事會議。上將軍樊噲吼叫道：「臣願領著十萬士卒，橫行於匈奴。」與會者為巴結呂后多附會其說，唯獨季布直斥道：「可以把樊噲斬殺了。當年，高祖率領四十萬人，還被匈奴圍困在平城，如今樊噲怎麼能用十萬人就能橫行匈奴呢？這是當面欺君！再說秦朝正因為對匈奴用兵，才引起陳勝等人起兵造反，國家滅亡。直到現在創傷還沒有治好，而樊噲又當面諛君，想要使天下動盪不安。」由於季布嚴肅而冷靜的分析深深折服了當場，呂后遂宣布散會，進貢馬車，與匈奴結好，保持和平。

### 文帝时期
季布担任河东郡守。有一次，汉文帝听人说起季布的贤名，就想任用他做御史大夫，就召见了他。但是又有人说季布酒后难近。于是，季布就滞留了一个月。他向汉文帝阐明了不能偏听一家之言的道理后，就告辞回到了河东任上。

## 家族
- 季布的弟弟季心，勇氣與膽量在關中也非常有名，季心待人恭敬謹慎，方圓數千里之內，士人都爭著願意為他盡死效力。他因殺了人而流亡到吳國之地，躲在袁絲家。他以服侍長輩之禮對待袁絲，像對待弟弟一樣照顧灌夫、籍福等人。季心曾擔任過中司馬，中尉郅都也不敢不禮遇他。有很多年輕人經常冒充季心的名義在外行事。當是時，季心的勇氣，季布的信諾，皆著名於關中。
- 丁公

## 考古发现
敦煌發現的唐朝抄本《捉季布傳文》叙述季布在陣上罵退漢王劉邦，在滅楚後懸重賞搜捕季布，但始終被他機智地逃生成功。此傳文另一特色是長達320韻，640行共4474字，是唐代以前最長的叙事詩，比東漢時期的《孔雀東南飛》長三倍，为魏晋南北朝的著名叙事诗《木蘭詞》的十三倍，比蔡琰《悲憤詩》多九倍。

## 成語典故
成語一諾千金就是出自秦末民间流行的“得黄金百金，不如得季布一诺”谚语。季布有一個同鄉曹丘生是一個辯士，喜歡結交權貴，藉以誇耀。季布聽說他跟竇長君很要好，便寫信勸告竇長君說：「曹丘生這個人，並非長者，還是不和他交往的好。」而曹丘生卻去請竇長君寫封信，介紹他去見季布。竇長君說：「季布不喜歡你，還是不要去吧。」曹丘生不聽，一定要去，竇長君只好寫了信。信先派人送去，季布一看，果然很生氣。後來曹丘生見了季布就說：「楚國人有句俗話說：『得黃金百金，不如得季布一言』，您怎會有這樣好名聲的呢？我們因為是同鄉，所以到處宣揚您的名聲，您為什麼這樣瞧不起我呢？」季布聽了覺得很高興，便好好的招待他，住了幾個月。

## 影視形象
- 中國大陆電視劇《漢劉邦》（1998年）：由张志红飾演。
- 中國大陆電視劇《楚汉風雲》（2005年）：由陈之辉飾演。
- 中国大陆电视剧《玫瑰江湖》（2009年）：由李耀敬饰演。
- 中國大陆電視劇《楚汉爭雄》（2011年）：由江南飾演。
- 中國大陆電視劇《楚汉傳奇》（2012年）：由李炳淵飾演。

## 动画形象
- 中國大陸三維動畫剧集《秦時明月》第五季《君臨天下》第20集（2015年）：由高其昌配音。

## 延伸阅读
[在维基数据编辑]
 《史記/卷100》，出自司馬遷《史記》
 《漢書·卷037》，出自班固《漢書》